# 日野茂
日野 茂（ひの しげる、1945年1月11日 - ）は、長野県松本市出身（中国・旅順生まれ）の元プロ野球選手（内野手）・コーチ・監督。

## 来歴

### プロ入り前
教師であった両親の下で旅順に生まれ、父は生死不明のまま母と日本に引き上げる。
千葉に移り住むと、県立船橋高校卒業後の1963年に中央大学へ進学し、東都大学リーグでは2度の優勝を経験。2年次の1964年からレギュラーとなり、同年の春季リーグではベストナイン（遊撃手）に選出される。2年先輩の武上四郎と二遊間、1年上の川島勝司と三遊間を組むこともあり、同期の高橋善正・高畠導宏と共に中大の黄金期を支えた。リーグ通算86試合出場、308打数81安打、打率.263、5本塁打、33打点。
大学卒業後は1967年に松下電器へ入社し、同年の都市対抗に出場。

### 中日時代
1968年2月に遊撃手を求める中日ドラゴンズから春季キャンプ中に誘われ、ドラフト外で入団。1年目の同年は松山春季キャンプの紅白戦で若生和也から二塁打、その後の打席で走者を置いて左へ特大の2ラン本塁打を放った。開幕後は主に一枝修平の控え遊撃手として43試合に出場するが、その後はあまり出番が無かった。
1971年はシーズン僅か1安打であったが、その1安打は7月4日の阪神戦ダブルヘッダー第1試合（甲子園）で江夏豊から放ったプロ初本塁打である。この時の試合は、2-3でリードされた7回表に代打の一枝が適時打で同点、8回表には木俣達彦のソロ本塁打で勝ち越した。さらに9回表には一枝の代走後、遊撃手に入った日野にソロ本塁打が飛び出し先発江夏をKO。2番手伊藤幸男からジョン・ミラーがダメ押し3ラン本塁打を放ち、投げては6回途中から2番手川内八洲男が阪神打線を無安打に抑える好投で8-3と大勝、第2試合でも3-2と阪神を破ってダブルで連勝した。

### 西鉄・太平洋時代
1972年開幕前の3月23日、解説者の権藤博が稲尾和久監督に推薦したこともあり、黒い霧事件で戦力不足となった西鉄ライオンズへ移籍。同年は菊川昭二郎の控えではあるが、遊撃手として25試合に先発出場。移籍後初先発となった4月13日の南海戦（平和台）で村上雅則から先制3ラン本塁打を放つが、これが移籍後初安打・初本塁打となった。この時は2回裏に日野が先制の3ラン本塁打で先制するが、南海に4回表、7回表にそれぞれ1点ずつ加えられ1点差に迫られる。それでも7回裏一死満塁から榎本喜八が押し出しの死球、東田正義が2点適時打で追加点をあげ、9回表1点を取られなおも二死満塁となったが、ここで登板した3番手高橋明がこのピンチを切り抜け、6-4で逃げ切った。
球団名が「太平洋クラブ」となった1973年は菊川が三塁手に回り、4月14日のロッテとの開幕戦（平和台）から遊撃手に抜擢される。同29日の日拓戦（後楽園）で高橋直樹から現役最後の本塁打を放つが、5月には打撃不振もあって梅田邦三に定位置を譲る。その後は内野のユーティリティプレイヤーとして起用された。
1974年は二軍守備コーチ兼任となるが、一軍出場ゼロでほぼコーチ専任となったため、同年限りで現役を引退。

### 現役引退後
引退後は太平洋→クラウン→西武で一軍守備・走塁コーチ（1975年, 1977年, 1981年）、二軍守備・走塁コーチ（1976年, 1982年 - 1984年, 1987年 - 1991年）、二軍監督（1985年 - 1986年）、三軍守備・走塁コーチ（1992年）、スカウト（1978年 - 1980年）、編成部門担当（1993年 - 1997年）を歴任。
西武一軍コーチ時代は練習でも試合でも、常に選手の先頭に立って大声を張り上げて引っ張っていき、二軍監督時代は岡田悦哉前監督から引き継いだチームをイースタン・リーグ3連覇（1985年）に導く。広瀬宰二軍守備・走塁コーチと共に田邊徳雄を厳しく鍛え、昼の試合後に特守を行って夕食後も夜間練習をするほどであった。
1989年からは支配下外の練習生が西武第二球場で練習していたが、日野が責任者として実質的な三軍の面倒を見た。
西武退団後は横浜ベイスターズで二軍ヘッドコーチ（1998年）→二軍監督（1999年 - 2003年7月6日）→一軍ヘッドコーチ（翌7日 - シーズン終了）を歴任し、二軍監督時代には石井義人を育てた。2000年は二軍の球団名を「湘南シーレックス」に変更したが、この時に誕生したシーレックスのマスコットキャラクターのうち、監督役のシーノンのモデルになったとされている。なお、シーノンの背番号は当時の日野と同じ「71」であった。一軍ヘッドコーチは江藤省三と配置転換される形でに就任し、シーズン終了まで務めた。
横浜退団後の2004年には新規プロ野球参入を目指して結成された球団「仙台ライブドアフェニックス」に参加し、スカウティングディレクターを務めた。
2005年からはZEROベースボールアカデミー顧問、ヒーローズベースボールアカデミー特別顧問。

## 詳細情報

### 年度別打撃成績
| 年 度     | 球 団       | 試 合 | 打 席 | 打 数 | 得 点 | 安 打 | 二 塁 打 | 三 塁 打 | 本 塁 打 | 塁 打 | 打 点 | 盗 塁 | 盗 塁 死 | 犠 打 | 犠 飛 | 四 球 | 敬 遠 | 死 球 | 三 振 | 併 殺 打 | 打 率 | 出 塁 率 | 長 打 率 | O P S |
| --------- | ----------- | ----- | ----- | ----- | ----- | ----- | -------- | -------- | -------- | ----- | ----- | ----- | -------- | ----- | ----- | ----- | ----- | ----- | ----- | -------- | ----- | -------- | -------- | ----- |
| 1968      | 中日        | 43    | 64    | 59    | 2     | 8     | 0        | 0        | 0        | 8     | 1     | 0     | 3        | 3     | 0     | 2     | 0     | 0     | 15    | 1        | .136  | .164     | .136     | .300  |
| 1969      | 中日        | 12    | 8     | 7     | 5     | 3     | 0        | 0        | 0        | 3     | 0     | 0     | 1        | 0     | 0     | 1     | 0     | 0     | 1     | 0        | .429  | .500     | .429     | .929  |
| 1970      | 中日        | 24    | 21    | 18    | 2     | 2     | 1        | 0        | 0        | 3     | 0     | 0     | 0        | 1     | 0     | 1     | 0     | 1     | 4     | 1        | .111  | .200     | .167     | .367  |
| 1971      | 中日        | 24    | 7     | 7     | 5     | 1     | 0        | 0        | 1        | 4     | 1     | 2     | 2        | 0     | 0     | 0     | 0     | 0     | 3     | 0        | .143  | .143     | .571     | .714  |
| 1972      | 西鉄 太平洋 | 50    | 91    | 86    | 10    | 22    | 5        | 0        | 2        | 33    | 11    | 4     | 5        | 1     | 1     | 3     | 0     | 0     | 21    | 1        | .256  | .278     | .384     | .661  |
| 1973      | 西鉄 太平洋 | 62    | 89    | 80    | 8     | 15    | 2        | 0        | 1        | 20    | 5     | 3     | 0        | 2     | 0     | 6     | 0     | 1     | 15    | 4        | .188  | .253     | .250     | .503  |
| 通算：6年 | 通算：6年   | 215   | 280   | 257   | 32    | 51    | 8        | 0        | 4        | 71    | 18    | 9     | 11       | 7     | 1     | 13    | 0     | 2     | 59    | 7        | .198  | .242     | .276     | .518  |

- 西鉄（西鉄ライオンズ）は、1973年に太平洋（太平洋クラブライオンズ）に球団名を変更

### 背番号
- 6 （1968年 - 1970年）
- 5 （1971年 - 1972年途中）
- 8 （1972年途中 - 1974年）
- 75 （1975年 - 1977年、1981年）
- 89 （1982年 - 1992年）
- 71 （1998年 - 2003年）